# Турнаєво
Турнаєво (рос. Турнаево) — село у Болотнинському районі Новосибірської області Російської Федерації.
Входить до складу муніципального утворення Дівінська сільрада. Населення становить 271 особа (2010).

## Історія
Згідно із законом від 2 червня 2004 року органом місцевого самоврядування є Дівінська сільрада.

## Населення
| 1996 | 2002 | 2004 | 2007 | 2010 |
| ---- | ---- | ---- | ---- | ---- |
| 301  | ↘292 | ↗293 | ↗311 | ↘271 |